# Louis Fuzier
Louis Fuzier, né le 30 octobre 1757 à Mounes (Aveyron), mort le 19 février 1835 à Arras (Pas-de-Calais), est un général français de la Révolution et de l’Empire.

## États de service
Il entre en service le 11 septembre 1769, comme soldat au 56e régiment d’infanterie, il est fait caporal le 26 décembre 1779, et sergent le 21 mars 1780. Fourrier le 7 juin 1784, il est sergent-major le 16 juin 1788, adjudant le 23 juin 1790, adjudant-major le 12 janvier 1792, et capitaine le 28 avril 1792.
En 1792 et 1793, il est avec son régiment à l’armée du Nord, et il assiste au bombardement de Lille, aux sièges de la citadelle d'Anvers et de Maastricht, à la bataille de Neerwinden le 18 mars 1793, et au combat de la montagne de fer près de Louvain.
En août - septembre 1793, il se trouve au déblocus de Dunkerque et à celui de Maubeuge les 15 et 16 octobre 1793. Il est nommé chef de bataillon provisoire le 21 nivôse an II (10 janvier 1794), et après deux jours de combat dans la forêt de Nouvion, il est promu général de brigade par les représentants du peuple le 15 floréal an II (4 mai 1794).
Il passe le 26 prairial an II (14 juin 1794), à l’armée de Sambre-et-Meuse dans la division du général Kléber, et il est blessé le 28 prairial an II (16 juin 1794), d’un coup de canon à mitraille qui lui fracasse l’avant-bras droit, et le force à quitter momentanément le service. 
En l’an II et en l’an III, il est employé dans les 1re et 16e divisions militaires, il est chargé de calmer une effervescence populaire dans le district de Saint-Pol. Ayant réussi sa mission avec zèle, il est mis en réforme le 25 pluviôse an V (13 février 1797).
Le 8 fructidor an VII (25 août 1799), il est remis en activité et envoyé à l’armée de Batavie, sous le général en chef Brune, dans la division du général Vandamme. Il combat à Schoreldam, Bergen le 19 septembre 1799, et Kastricum le 6 octobre 1799. 
Il fait la campagne suivante en Franconie, à l’armée Gallo-Batave sous le général Augereau, il se trouve à la prise de Schweinfurt, aux combats de Eberbach et de Fischbach.
Le 7 germinal an X (28 mars 1802), employé dans la 12e division militaire, le premier consul lui confie le commandement du département de la Charente-Inférieure et des îles qui en dépendent. 
Il est fait chevalier de la Légion d’honneur le 19 frimaire an XII (11 décembre 1803), et commandeur du même ordre le 25 prairial an XII (14 juin 1804). Il sert ensuite en Vendée sous le général Gouvion-Saint-Cyr, puis à la 3e division du corps d'observation de la Gironde commandée par Junot, et enfin à l’armée de Portugal en 1807 et 1808.
De retour en France, il obtient sa retraite le 3 mars 1809.
Il meurt le 19 février 1835 à Arras.

## Sources
- (en) « Generals Who Served in the French Army during the Period 1789 - 1814: Eberle to Exelmans »
- Thierry Pouliquen, « Les généraux français et étrangers ayant servis [sic] dans la Grande Armée » (consulté le 20 novembre 2013)
- « Cote LH/1046/55 », base Léonore, ministère français de la Culture
- A. Lievyns, Jean-Maurice Verdot et Pierre Bégat, Fastes de la Légion-d'honneur, biographie de tous les décorés accompagnée de l'histoire législative et réglementaire de l'ordre, tome 3, Bureau de l’administration, 1847, 529 p. (lire en ligne), p. 174.
- Baptiste-Pierre Courcelles, Dictionnaire historique et biographique des généraux français : depuis le onzième siècle jusqu'en 1822, vol.6, l’Auteur, 1822, 426 p. (lire en ligne), p. 160.